# مری الیزابت ماسترانتونیو
مری الیزابت ماسترانتونیو (انگلیسی: Mary Elizabeth Mastrantonio؛ زادهٔ ۱۷ نوامبر ۱۹۵۸) هنرپیشه اهل ایالات متحده آمریکا است. وی از سال ۱۹۸۲ میلادی تاکنون مشغول فعالیت بوده‌است.
از فیلم‌هایی که وی در آن نقش داشته‌است، می‌توان به صورت‌زخمی، رنگ پول، شن‌های سفید، دو بیت، سه آرزو، رابین هود: شاهزاده دزدان، مرد ژانویه و کاملاً طوفانی اشاره کرد.
همچنین او در نقش مادر نیک برکهارت در سریال گریم ایفای نقش کرده است.

## اوایل زندگی
مسترانتونیو در حومه شیکاگو، لومبارد، ایلینوی، در خانواده فرانک ا. ماسترانتونیو و مری دومنیکا (خواننده پاگونه)، هر دو ایتالیایی‌تبار زاده شد. پدرش یک کارخانه ریخته‌گری برنز کار می‌کرد. او در پارک اوک، ایلینوی بزرگ شد و در دانشگاه ایلینوی تحصیل کرد. مسترانتونیو تابستان‌ها را در پارک تفریحی Opryland USA کار می‌کرد تا پول دانشگاه را بدست آورد.